# SERPINB1
SERPINB1 (англ. Serpin family B member 1) – білок, який кодується однойменним геном, розташованим у людей на короткому плечі 6-ї хромосоми. Довжина поліпептидного ланцюга білка становить 379 амінокислот, а молекулярна маса — 42 742.
| 10         |  | 20         |  | 30         |  | 40         |  | 50         |
| ---------- |  | ---------- |  | ---------- |  | ---------- |  | ---------- |
| MEQLSSANTR |  | FALDLFLALS |  | ENNPAGNIFI |  | SPFSISSAMA |  | MVFLGTRGNT |
| AAQLSKTFHF |  | NTVEEVHSRF |  | QSLNADINKR |  | GASYILKLAN |  | RLYGEKTYNF |
| LPEFLVSTQK |  | TYGADLASVD |  | FQHASEDARK |  | TINQWVKGQT |  | EGKIPELLAS |
| GMVDNMTKLV |  | LVNAIYFKGN |  | WKDKFMKEAT |  | TNAPFRLNKK |  | DRKTVKMMYQ |
| KKKFAYGYIE |  | DLKCRVLELP |  | YQGEELSMVI |  | LLPDDIEDES |  | TGLKKIEEQL |
| TLEKLHEWTK |  | PENLDFIEVN |  | VSLPRFKLEE |  | SYTLNSDLAR |  | LGVQDLFNSS |
| KADLSGMSGA |  | RDIFISKIVH |  | KSFVEVNEEG |  | TEAAAATAGI |  | ATFCMLMPEE |
| NFTADHPFLF |  | FIRHNSSGSI |  | LFLGRFSSP  |  |            |  |            |

A: Аланін

C: Цистеїн

D: Аспарагінова кислота

E: Глутамінова кислота

F: Фенілаланін

G: Гліцин

H: Гістидин

I: Ізолейцин

K: Лізин

L: Лейцин

M: Метіонін

N: Аспарагін

P: Пролін

Q: Глутамін

R: Аргінін

S: Серин

T: Треонін

V: Валін

W: Триптофан

Кодований геном білок за функціями належить до інгібіторів протеаз, інгібіторів серинових протеаз. 
Локалізований у цитоплазмі.